# Systematic Chaos
A Systematic Chaos az amerikai progresszív metal együttes, a Dream Theater 2007-ben megjelent, kilencedik stúdióalbuma, egyben az első, melyet a Roadrunner Records adott ki. Az album nyolc ország lemezeladási listáján szerepelt a Top20-ban, köztük a Billboard 200-as listáján is a 19. helyig jutott, ami a zenekar addigi történetének legjobb pozíciója volt az Egyesült Államokban.
A Systematic Chaos limitált példányszámú változata bónusz DVD-vel jelent meg, amely tartalmazta a nagylemez 5.1-es surround hangzású verzióját, valamint egy 90 perces dokumentumfilmet az album készítéséről a dobos Mike Portnoy rendezésében. Kislemezen a „Constant Motion” és a „Forsaken” dalokat adták ki, mindkettőhöz készült videóklip is.
A lemezen szereplő dalok zenéjét a zenekari tagok közösen szerezték. A dalszövegeket a gitáros John Petrucci írta, kivéve „Prophets of War” (LaBrie), valamint „Constant Motion” és „Repentance” (Portnoy). Ez utóbbi a Six Degrees of Inner Turbulence (2002) albumon megkezdett ún. „12-lépéses szvit” (Twelve-step Suite) folytatása, amely Mike Portnoy dobos alkoholizmushoz fűződő viszonyát dolgozza fel. Érdekesség, hogy a hattételes „In the Presence of Enemies” című dal két részre bontva foglalja keretbe a lemezt.
Az albumot a Chaos in Motion elnevezésű turné keretében népszerűsítette az együttes. Erről a koncertsorozatról jelent meg a következő évben a turné különböző helyszínein rögzített Chaos in Motion 2007–2008 DVD.

## Az album dalai
1. In the Presence of Enemies, Part 1 – 9:00
I. Prelude (instr.)
II. Resurrection
2. Forsaken – 5:36
3. Constant Motion – 6:55
4. The Dark Eternal Night – 8:51
5. Repentance – 10:43
VIII. Regret
IX. Restitution
6. Prophets of War – 6:01
7. The Ministry of Lost Souls – 14:57
8. In the Presence of Enemies, Pt. 2 – 16:38
III. Heretic
IV. The Slaughter of the Damned
V. The Reckoning (instr.)
VI. Salvation

## Közreműködők
- James LaBrie – ének
- John Petrucci – gitár és háttérvokál
- John Myung – basszusgitár
- Mike Portnoy – dobok és háttérvokál
- Jordan Rudess – billentyűs hangszerek

## Külső hivatkozások
- Dream Theater hivatalos oldal
- Encyclopaedia Metallum – Dream Theater: Systematic Chaos
- Systematic Chaos dalszövegek
- Dream Theater a Billboard listáján